# うずぴー
うずぴーは、徳島空港（徳島阿波おどり空港）のマスコットである。2010年2月に発表された。

## 概要
2010年春に完成予定である徳島空港の2500mへの滑走路延長や新ターミナルビル建設に伴ってマスコットキャラクターが新たに設定された。原案は徳島県立徳島科学技術高等学校の生徒で、監修は佐藤デザイン工房である。
鳴門の渦潮をイメージしており、髪型が波の形となっている。服装は阿波踊りの男踊りの格好をしており、手には飛行機型のうちわを持っている。足袋の色は鳴門金時をイメージして黄色となっている。